# 相互会社
相互会社（そうごがいしゃ、mutual company）とは、一般には、顧客と社員（法律用語）が一致する形態の会社形態をいい、社員を相手方とする保険の引受けを行う組織（日本の相互会社や米国の相互保険会社など）や、社員から貯金の受入れと社員への資金の貸付けを行う組織（米国の相互貯蓄銀行など）として用いられる。
以下、日本における保険業法上の相互会社について解説する。
日本においては、保険業法に基づいて設立される法人で、保険業を行うことを目的とする社団法人であり、保険契約者を社員とする法人をいう（同法2条5項、18条）。
「会社」と称するものの、社員に対して剰余金を分配することを目的とする法人ではないため、あくまでも非営利法人であり、営利法人としての会社ではない。
一般に略号は「(相)」、銀行振込で使う略称は「ソ」。

## 相互保険
相互会社は、相互保険を営むための社団法人であることから、相互会社と呼ばれる。相互保険とは、保険加入希望者が出資し合って団体を構成し、その団体が保険者となって構成員のために行う保険をいう。加入者相互が保険する、相互扶助の精神を基本とする。

### 保険の仕組み
保険とは、保険者（注1）が保険契約者（注2）から保険料（掛け金）を徴収し、保険事故（注3）が発生した際には保険者が保険金を支払う仕組みをいい、保険を行うことを内容とする契約を保険契約という。
- 注1:保険者 - 保険契約に基づき、保険料を徴収し、保険事故の際に保険金を支払う義務を負う者（保険会社など）。
- 注2:保険契約者 - 保険契約の当事者として、保険料を支払う義務を負う者。いわゆる加入者のこと。
- 注3:保険事故 - 発生した際に、保険者の保険金支払義務が具体化される事実。例えば、死亡保険においては、被保険者の死亡。

このように、保険者は、保険契約者から集めた保険料を、保険金の原資として蓄積（プール）している。

## 相互会社の構成
相互会社は、相互保険の保険者として保険業を営む便宜上、法人格を付与される。相互会社は、保険業を営む法人にのみ認められる法人の形態である。
相互保険の保険契約者（加入者）は、相互会社の社員（構成員、出資者）となり、総社員の集合体である社員総会が会社の基本的意思決定機関となる。これは、株式会社で言えば株主および株主総会に当たる。社員総会は取締役・監査役を選出し、剰余金の処分案を承認し、定款変更を決するなど、株主総会に関する会社法の規定の多くは、保険業法によって社員総会に準用される。したがって、保険会社に雇用されている者が社員でないことに注意を要する。実際に雇用されている者は職員と呼ばれている。
しかし、株主総会と社員総会の実際の態様は大きく異なる。まず、株式会社の株主数は大会社でも数十万人にとどまるのに対し、相互会社においては社員数が数百万人から1000万人以上にものぼる。そして、株主総会では一株につき一個の議決権が与えられることから、特に発言力の大きな大株主は少数であるのに対し、社員総会では社員に各々一個の議決権が与えられるため、社員間に発言力の差はない。したがって、社員総会で合議することは現実的でないとされている。
そこで、保険業法では、総社員のうちから総代を選出し、総代の合議体である総代会を社員総会に代わる機関として設置することも認めている。総代会を設置した場合、社員には各々一票の選挙権（信任権）が与えられ、総代候補者の中から総代を選出する（総代候補者は、総代候補者選考委員会が選定する。なお、明治安田生命保険においては、総代定数の1割にあたる22人について、地域ブロックごとに社員の立候補を募り抽選で総代候補者を選定している。）。総代選出の社員投票では、社員総会の議決権と同じく一人一票であり、保険の契約高等に応じた選挙権が与えられる訳ではない。取締役、取締役会、代表取締役、および監査役などの機関や特別取締役、指名委員会等設置会社などの制度についても、保険業法により、会社法の株式会社に関する規定が多く準用される。

## 相互会社の問題点
株式会社では、株主が取締役の経営を監視監督し、しばしば株主総会において取締役の責任追及が行われる。相互会社では、総代会を設置した場合、総代と総代会が取締役らの経営を監視監督することになる。
しかし、総代と総代会は経営監視機能を果たすことが出来るのか、甚だ疑問に思われている。
なぜならば、総代の候補者は監視される側である取締役会が実質的に選定するため、取締役らに厳しい者が総代候補となることはまずないからである。実際に、総代の多くは、当の相互会社が株式を保有する会社の経営者や、地方の名士的人物が就くなど、名誉職的なものとなっている。
このように、相互会社からの独立性が疑わしい総代選定と閉鎖的な総代会運営への批判を受け、保険業を監督する金融庁も総代選出手続と総代会運営の改善を指導している。この行政指導もあり、相互会社は保険業に通じた学識経験者や一般契約者を総代候補とし、総代会の議事録等を公表するなど、徐々に開かれた総代会を目指しつつある。もっとも、総代会によるコーポレートガバナンス機能は、未だ限定的なものに止まると見られている。

## 相互会社一覧
日本初の相互会社は、1902年（明治35年）に創立された第一生命保険である。第二次世界大戦前、相互会社の数は多くはなかったが、戦後、金融機関再建整備法に基づいて、多くの保険会社が再出発をするに際し、相互会社に組織変更した。
現在、日本には、5社の相互会社が存在する。すべて生命保険会社であり、損害保険相互会社は存在しない。
- 日本生命保険相互会社
- 明治安田生命保険相互会社（明治生命保険相互会社と安田生命保険相互会社の合併により発足。指名委員会等設置会社）
- 住友生命保険相互会社（発足時は「国民生命保険相互会社」。指名委員会等設置会社）
- 富国生命保険相互会社（発足時は「富国徴兵保険相互会社」）
- 朝日生命保険相互会社（発足時は「帝国生命保険相互会社」）

### 過去に存在した相互会社（株式会社化した相互会社は後述）
- 国光生命保険相互会社（1933年に昭和生命保険相互会社に保有契約を包括移転後、解散。）
- 東海生命保険相互会社（1933年に昭和生命保険相互会社に保有契約を包括移転後、解散。）
- 蓬莱生命保険相互会社（1933年に昭和生命保険相互会社に保有契約を包括移転後、解散。）
- 中央生命保険相互会社（1933年に昭和生命保険相互会社に保有契約を包括移転後、解散。）
- 昭和生命保険相互会社（発足時は「日本医師共済生命保険相互会社」1941年に第一生命保険相互会社に保有契約を包括移転後、解散。）
- 沖縄生命保険相互会社（1972年に協栄生命保険株式会社に保有契約を包括移転後、解散。）
- 琉球生命保険相互会社（1975年に日本生命保険相互会社に保有契約を包括移転後、解散。）
- 日産生命保険相互会社（発足時は「日新生命保険相互会社」1997年に経営破綻し、あおば生命保険株式会社（仏投資グループ・アルテミス (投資会社)（英語版） 傘下）を経て、現在はプルデンシャル生命保険株式会社に合併。）
- 東邦生命保険相互会社（発足時は「新日本生命保険相互会社」AIGエジソン生命保険株式会社（株式会社移行当初は「GEエジソン生命株式会社」）を経て、現在はジブラルタ生命保険株式会社。）
- 第百生命保険相互会社（現在はマニュライフ生命保険株式会社）
- 千代田生命保険相互会社（AIGスター生命保険株式会社を経て、現在はジブラルタ生命保険株式会社。）
- 東京生命保険相互会社（現在はT&Dフィナンシャル生命保険株式会社（T&D保険グループ傘下））
- 大和生命保険相互会社（2000年に経営破綻した大正生命保険株式会社（当時、国内投資会社の傘下）の受け皿企業・あざみ生命保険株式会社を存続会社として合併後、大和生命保険株式会社に社名変更。現在はプルデンシャル ジブラルタ ファイナンシャル生命保険株式会社）
- 第一火災海上保険相互会社（2001年に解散）

## 相互会社の株式会社化
日本では、20世紀末の金融危機の際、生命保険各社の経営悪化が表面化した。そこで、より大きな資金を市場から調達して経営基盤を安定させることや、コーポレートガバナンスの強化などを目的として、相互会社から株式会社への組織変更が見られるようになった。反面、株式上場の場合は株主配当や株主要求によって契約者の長期的利益の保護ができなくなるデメリットもある為、株式会社化に消極的な生命保険会社もある。
なお、相互会社から株式会社への組織変更は、1995年の保険業法の全面改正によって認められるようになった(それまでは、株式会社から相互会社への組織変更だけが規定されていた)。

### 株式会社化した相互会社
- 大同生命保険株式会社（2002年）
- 太陽生命保険株式会社（2003年）
- 共栄火災海上保険株式会社（2003年）
- 三井生命保険株式会社（2004年）2019年に大樹生命保険株式会社に改称　日本生命保険グループ
- 第一生命保険株式会社（2010年）